# Pickens 200 1965
Pickens 200 1965 var ett stockcarlopp ingående i Nascar Grand National Series (nuvarande Nascar Cup Series) som kördes 19 juni 1965 på den 0,5 mile (804,672 meter) långa ovalbanan Greenville-Pickens Speedway i Easley, strax väster om Greenville i South Carolina. Totalt avverkades 100 miles (160,934 km) fördelat på 200 varv. Banunderlaget var dirt. Loppet vanns av Dick Hutcherson i en Ford på tiden 1:48.33 körande för Holman Moody. Hutchersons snitthastighet uppgick till 55,274 mph. Han var vid målgång ensam förare på ledarvarvet, tre varv före tvåan Stick Elliott. Prispotten uppgick till 4 540 dollar, varav 1 000 dollar gick till segraren.

## Resultat
| Plc     | Nr | Förare          | Team/ bilägare    | Konstruktör | Start | Varv | Ledda varv |
| ------- | -- | --------------- | ----------------- | ----------- | ----- | ---- | ---------- |
| 1       | 29 | Dick Hutcherson | Holman Moody      | Ford        | 2     | 200  | 50         |
| 2       | 18 | Stick Elliott   | Toy Bolton        | Chevrolet   | 5     | 196  | 0          |
| 3       | 19 | J.T. Putney     | Herman Beam       | Chevrolet   | 9     | 196  | 0          |
| 4       | 9  | Roy Tyner       | Roy Tyner         | Chevrolet   | 15    | 190  | 0          |
| 5       | 62 | Buddy Arrington | Arrington Racing  | Dodge       | 14    | 188  | 0          |
| 6       | 89 | Neil Castles    | Buck Baker Racing | Oldsmobile  | 17    | 188  | 0          |
| 7       | 34 | Wendell Scott   | Scott Racing      | Ford        | 11    | 180  | 0          |
| 8       | 80 | G.T. Nolan      | Allen McMillion   | Pontiac     | 18    | 169  | 0          |
| 9       | 45 | Bud Moore       | Louis Weathersbee | Plymouth    | 3     | 150  | 84         |
| 10      | 68 | Bob Derrington  | Bob Derrington    | Ford        | 19    | 126  | 0          |
| 11      | 31 | Elmo Henderson  | Sammy Fogle       | Ford        | 4     | 101  | 0          |
| 12      | 38 | Wayne Smith     | Archie Smith      | Chevrolet   | 8     | 96   | 0          |
| 13      | 11 | Ned Jarrett     | Bondy Long        | Ford        | 1     | 66   | 66         |
| 14      | 60 | Doug Cooper     | Bob Cooper        | Ford        | 13    | 65   | 0          |
| 15      | 06 | Cale Yarborough | Kenny Myler       | Ford        | 6     | 62   | 0          |
| 16      | 35 | Jeff Hawkins    | Lester Hunter     | Dodge       | 20    | 47   | 0          |
| 17      | 97 | Henley Gray     | Gene Cline        | Ford        | 12    | 29   | 0          |
| 18      | 49 | G.C. Spencer    | GC Spencer Racing | Ford        | 7     | 26   | 0          |
| 19      | 00 | Tom Pistone     | Emory Gilliam     | Ford        | 10    | 14   | 0          |
| 20      | 52 | E.J. Trivette   | Jess Potter       | Chevrolet   | 16    | 9    | 0          |
| 21      | 52 | Elmo Langley    | i.u.              | Ford        | 0     | 0    | 0          |
| Källor: |    |                 |                   |             |       |      |            |